# Rue Landeck
La rue Landeck est une voie de la commune française de Colmar.

## Situation et accès
Cette voie de circulation, d'une longueur de 45 m, se trouve dans le quartier centre.
On y accède par les rues des Blés et du Lycée.
Cette voie n'est pas desservie par les bus de la TRACE.